# جيمس هنري بوكر
جيمس هنري بوكر (بالإنجليزية: James Henry Bowker)‏ هو عالم حشرات جنوب أفريقي، ولد في 1 أغسطس 1822 في بورت ألفريد في جنوب أفريقيا، وتوفي في 27 أكتوبر 1900 في ديربان في جنوب أفريقيا.